# Elimi Bırakma
Elimi Bırakma (Angola/Moçambique: Força de Viver; Portugalː Hold My Hand) é uma telenovela turca, produzida pela Üs Yapım e exibida pela TRTQ de 22 de julho de 2018 a 24 de dezembro de 2019, em 59 episódios, com direção de Sadullah Celen e colaboração de Adnan Güler.
Conta com as participações de Alina Boz, Alp Navruz, Dolunay Soysert, Seray Gözler e Nihat Altınkaya.

## Enredo
A história gira em torno de uma garota chamada Azra que está estudando nos Estados Unidos, para ser uma cozinheira profissional como o seu pai. Ela conhece Cenk, neto de Ferida Celen, no avião e acaba por levar sua mala por engano. Cenk, que foi expulso de sua universidade na América, luta para escolher o seu próprio destino, e acompanha a enorme mudança na vida de Azra quando seu pai morre em um acidente de incêndio, deixando ela e seu filho autista com sua esposa gananciosa.

## Elenco
| Ator/Atriz          | Personagem         |
| ------------------- | ------------------ |
| Alina Boz           | Azra Güneş Çelen   |
| Alp Navruz          | Cenk Çelen         |
| Dolunay Soysert     | Sumru Güneş        |
| Seray Gözler        | Feride Çelen       |
| Ebru Aykaç          | Serap Çelen        |
| Emre Bey            | Arda Çelen         |
| Sıla Sade           | Tanem Yaman        |
| Emre Bulut          | Ersoy              |
| Hazal Şenel         | Şirin Dalindagüzel |
| Buse Meral          | Damla Yaman        |
| Nihat Altınkaya     | Bariş Yaman        |
| Gökçe Yanardağ      | Hülya Akgün        |
| Pınar Töre          | Fatma              |
| Yiğit Kağan Yazıcı  | Mert Güneş         |
| Cemre Baysel        | Melis Çelen        |
| Ertuğrul Postoğlu   | Mesut Akgün        |
| Burak Tamdoğan      | Azmi Yelkenci      |
| Cemre Gümeli        | Cansu Kara / Yavuz |
| Kağan Uluca         | Burhan Yavuz       |
| Kenan Acar          | Kadir Karan        |
| İpek Yazıcı         | Ceyda              |
| Batuhan Ekşi        | Tarık Yelkenci     |
| Suna Sancaktar      | Hüsniye            |
| Emre Ozan           | Efkan              |
| Süeda Çil           | Gönül              |
| Hüseyin Avni Danyal | Kemal Güneş        |

## Transmissão
Para ser comercializada no mercado internacional, a trama foi intitulada sob o título Hold My Hand, sob a distribuição da empresa Mistco. Até 2019, a série foi vendida para 20 territórios, incluindo os países lusófonos Angola e Moçambique, que estreou em 16 de setembro de 2019, sob o título de Força de Viver pelo canal de televisão por assinatura Zap Novelas.